# ذا النقم (ملحان)

تعديل مصدري - تعديل

ذا النقم هي إحدى قرى عزلة العسوس بمديرية ملحان التابعة لمحافظة المحويت، بلغ تعداد سكانها 1266 نسمة حسب تعداد اليمن لعام 2004.